# Antarktischer Krill
Der Antarktische Krill (Euphausia superba) ist eine Art der Krebstiere aus der Familie Euphausiidae, der im Südlichen Ozean in den Gewässern um die Antarktis lebt. Wie auch andere als Krill bezeichnete Arten gehört Euphausia superba zu den garnelenartigen Wirbellosen, die in großen Schwärmen leben. Ein solcher Schwarm kann pro Kubikmeter Wasser 10.000 bis 30.000 Individuen umfassen. Die Krebse ernähren sich von Phytoplankton, das mit Hilfe der Photosynthese aus Kohlenstoffdioxid und Nährstoffen seine Körpersubstanz aufbaut; sie verwerten also die Primärproduktion des Phytoplanktons, um ihre pelagische Lebensweise im offenen Ozean führen zu können. Als Nahrungsquelle aller größeren Tiere der Antarktis gilt der Antarktische Krill als Schlüsselart im antarktischen Ökosystem. Bezogen auf ihre Biomasse von ungefähr 500 Millionen Tonnen ist die Art wahrscheinlich die erfolgreichste Tierart der Welt.
Der Antarktische Krill erreicht eine Körperlänge von maximal sechs Zentimetern. Die Tiere wiegen bis zu zwei Gramm und können ein Höchstalter von sechs Jahren erreichen.

## Systematik
Alle Mitglieder der Ordnung Euphausiacea sind garnelenartige Krebstiere aus der Überordnung der Eucarida. Bei diesen sind die Brustplatten oder Thoracomeren mit dem Carapax verbunden. Aufgrund der Kürze dieser Thoracomere sind die Kiemen von außen sichtbar. Die vordersten Beinpaare (Thoracopoden) formen bei ihnen keine Mundwerkzeuge in Form von Maxillipoden, wie dies bei anderen Höheren Krebsen wie etwa den Zehnfußkrebsen (Decapoda) der Fall ist.

## Entwicklung

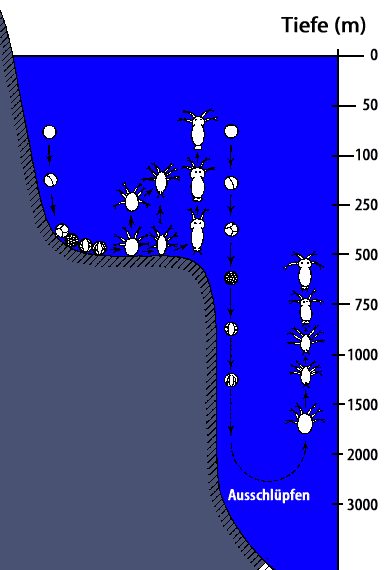
Die Eier werden nahe der Oberfläche abgelegt und beginnen zu sinken. Im offenen Ozean sinken sie für etwa zehn Tage. Der Nauplius schlüpft in rund 3000 Meter Tiefe.

Die Hauptlaichzeit des Antarktischen Krills ist von Januar bis März, wobei die Eier sowohl am Kontinentalschelf als auch in den Oberflächengewässern der Ozeanbereiche mit Tiefsee abgelegt werden. Wie bei allen Krillarten befestigt das Männchen ein Spermapaket an der Genitalöffnung des Weibchens. Für diesen Zweck sind die ersten Beine des Hinterleibs, die Pleopoden, zu Begattungsorganen umgestaltet. Die Weibchen legen 6.000–10.000 Eier mit einer Größe von jeweils 0,6 mm auf einmal, die bei der Passage des Spermapakets befruchtet werden.
Nach der Hypothese des britischen Forschers Marr, die er aufgrund der Ergebnisse der Forschungsreise der bekannten Discovery aufstellte, erfolgt die Entwicklung der Eier in folgenden Schritten: Die Embryonalentwicklung, vor allem die Gastrulation, findet während des Absinkens der Eier auf den antarktischen Meeresboden in 2.000–3.000 Metern Tiefe statt. Sobald die Larve, ein typischer Nauplius, aus dem Ei schlüpft, beginnt sie zur Wasseroberfläche aufzusteigen (developmental ascent).
Wie das erste Naupliusstadium ernähren sich auch die nächsten beiden Larvenstadien, bezeichnet als zweiter Nauplius und Metanauplius, ausschließlich von ihren Dotterreserven und nehmen keine sonstige Nahrung auf. Nach etwa drei Wochen hat der Krill wieder die Oberflächengewässer erreicht und die Larve wächst über weitere Larvenstadien heran. Diese unterschiedlichen Stadien zeichnen sich vor allem durch die zunehmende Anzahl von Beinen aus, außerdem durch die Entwicklung der Facettenaugen und der Beborstung. Mit etwa 15 Millimetern Körperlänge haben die Jungkrebse den gleichen Habitus wie ihre Eltern, wachsen jedoch noch weiter und erreichen die Geschlechtsreife nach zwei oder drei Jahren. Bei jedem Wachstumsschub kommt es dabei zu einer Häutung, die etwa alle 13 bis 20 Tage stattfindet und bei der der gesamte Chitinpanzer erneuert wird.

## Ernährung

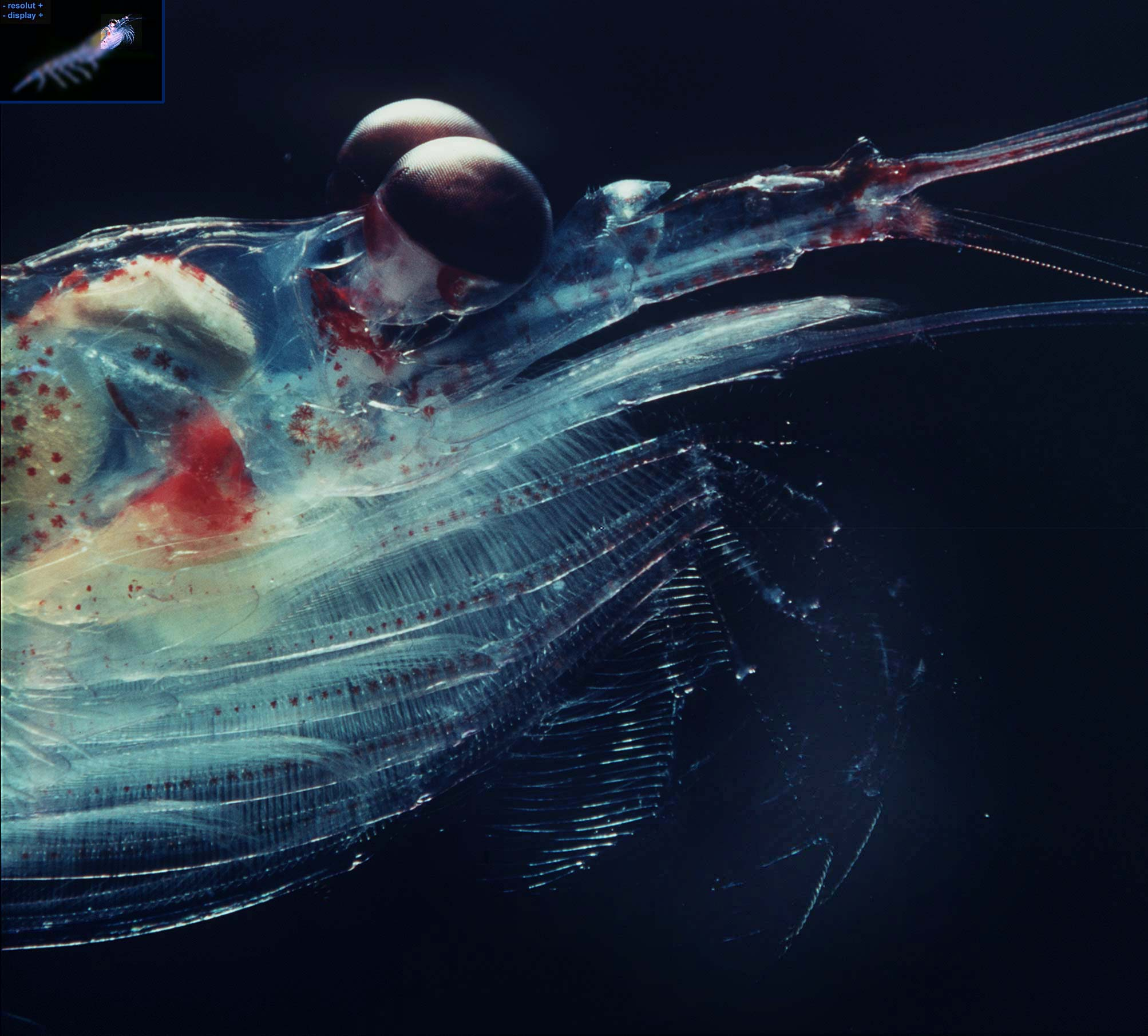
Der Kopf des Antarktischen Krills. Erkennbar sind das Leuchtorgan am Augenstiel und die Nerven in den Fühlern, der Kaumagen und das Filternetz der Thoracopoden mit den Haken an ihren Spitzen.

Der Darm des Krills kann häufig als grün durchscheinende Struktur durch die transparente Haut erkannt werden. Dadurch wird erkennbar, dass der Krill sich vor allem von grünen, Photosynthese betreibenden Kieselalgen ernährt, die durch einen Filterapparat aufgenommen werden (siehe unten). Die Schalen der Kieselalgen werden im Muskelmagen zerkleinert und danach werden die Algen im Hepatopancreas verdaut.
Neben diesen Algen fängt der Krill auch Zooplankton wie Hüpferlinge (Copepoda) und Flohkrebse (Amphipoda). Der Darm bildet eine gerade Röhre und die Verdauung ist relativ ineffizient, wodurch die Ausscheidungen noch einen großen Anteil an unverdauter Nahrung enthalten. Im Aquarium konnte überdies beobachtet werden, dass Krillkrebse bei Nahrungsmangel auch ihre Artgenossen fressen (Kannibalismus).

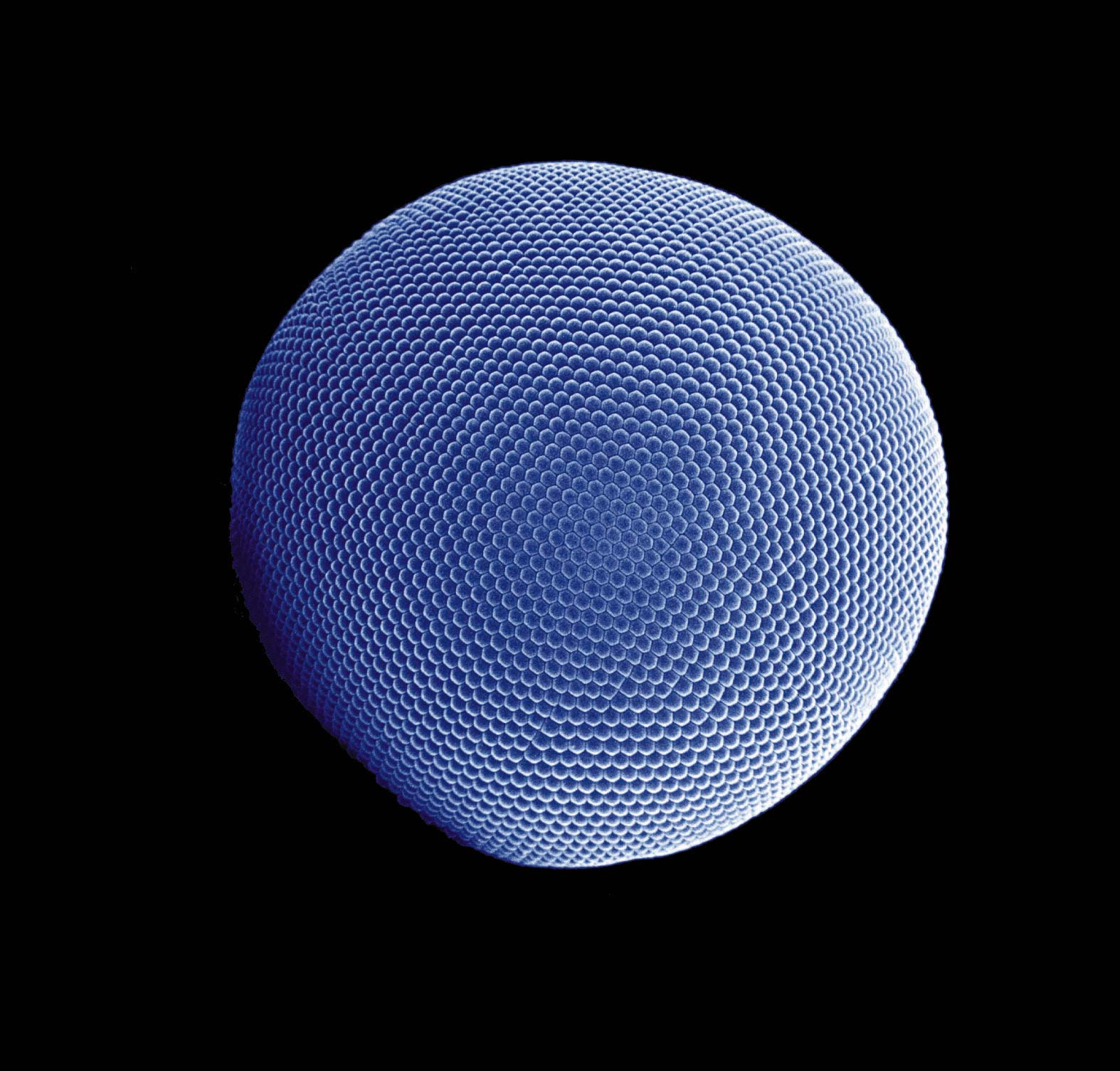
Elektronenmikroskopische Aufnahme eines Komplexauges – beim lebenden Tier sind die Augen tiefschwarz

Ist keine ausreichende Nahrung vorhanden, schrumpfen die Krebse, wobei sie sich weiterhin regelmäßig häuten. Diese Reaktion ist einzigartig unter Tieren von der Größe des Krills und wird als Anpassung an saisonale Nahrungsknappheiten im antarktischen Winter angesehen, in dem kein Licht für die Photosynthese vorhanden ist. Die Komplexaugen bleiben jedoch unverändert erhalten, weswegen das Verhältnis von Durchmesser der Augen zu Körpergröße der Krebse ein gutes Maß für den Umfang der Ernährung darstellt.

### Filtrieren

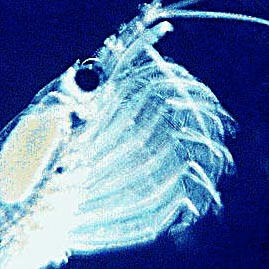
Krill beim Filtrieren in hoher Planktonkonzentration. Siehe auch Zeitlupenfilm (300 Bilder/sec; 490 kB).

Der Antarktische Krill ist in der Lage, die kleinen Planktonzellen der antarktischen Gewässer zu nutzen, die kein anderer höherer Organismus als Nahrung nutzen kann. Dies geschieht durch einen Filtermechanismus, zu dem die vorderen, besonders umgestalteten Beine benutzt werden: Die sechs Thoracopoden bilden einen Fangkorb, mit dem Plankton aus dem Wasser aufgenommen wird. Dieser Korb schließt so dicht, dass zwischen den Beinen und den daran sitzenden Borsten Lücken von maximal einem Mikrometer entstehen. Bei geringen Futterkonzentrationen wird der Fangkorb geöffnet, über einen halben Meter durchs Wasser geschoben und die hängenbleibenden Algen werden über einen speziellen Apparat aus Kammborsten an den Innenseiten der Beine zum Mund befördert.

### Eisweiden

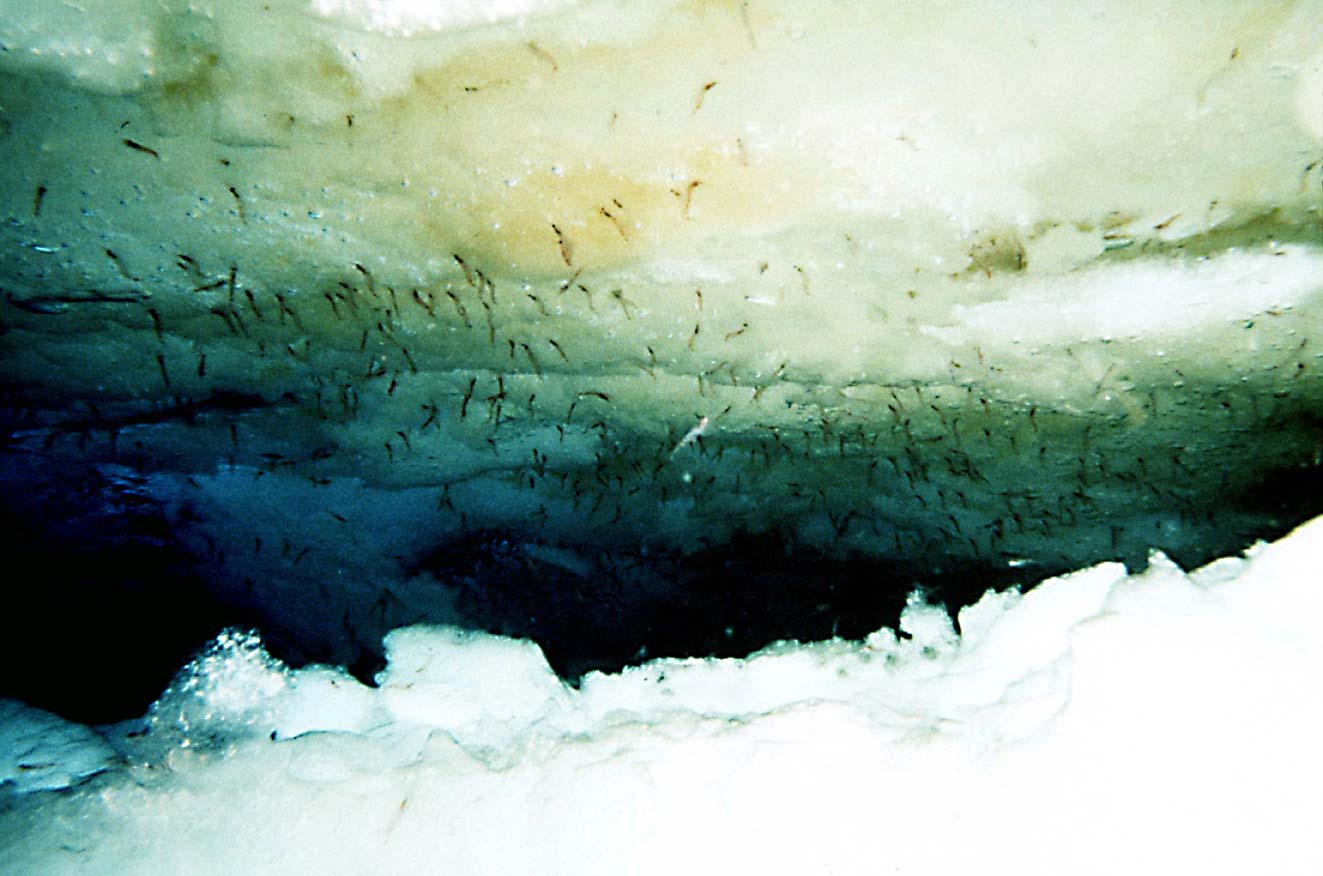
Antarktischer Krill beim Fressen von Eisalgen. Die Eisoberfläche auf der linken Seite ist grün verfärbt. Dieses Bild ist mit einem ROV aufgenommen.

Antarktischer Krill kann den grünen Eisalgen-Rasen abweiden, der auf der Unterseite des Packeises wächst. Die nebenstehende Abbildung zeigt solch einen weidenden Schwarm. Die Tiere besitzen spezialisierte Borsten an den Enden der Thoracopoden, die Algen vom Eis wie ein Rechen abschaben können. In nur zehn Minuten kann ein Krillkrebs eine Fläche von einem Quadratmeter abweiden. Die Kenntnis, dass der Algenrasen über weite Flächen unterhalb des Eises ausgebildet ist, ist noch relativ jung. Dieser Rasen beinhaltet häufig mehr verwertbare Nahrung als der komplette Freiwasserbereich darunter. Für den Krill stellt dies besonders im Frühjahr eine bedeutende Nahrungsquelle dar.

### „Biologische Pumpe“ und Kohlenstoff-Fixierung

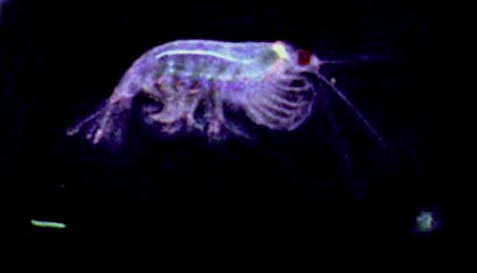
In-situ-Bild aufgenommen mit einem ecoSCOPE. Ein grüner Auswurf („spit ball“) ist rechts unten sichtbar, ein grüner Kotfaden unten links.

Bei der Nahrungsaufnahme speit der Krill gelegentlich Zusammenballungen von Tausenden von Algen als kugeligen Auswurf („spit ball“) aus, und auch seine Ausscheidungen enthalten noch einen großen Anteil an unverdauten Algen innerhalb der Schalen der aufgenommenen Kieselalgen. Beide sind verhältnismäßig schwer und sinken entsprechend in größere Tiefen ab. Benannt wird dies als Meeresschnee oder auch als „biologische Pumpe“, durch die große Mengen Kohlenstoff in Tiefen von 2000 bis 4000 Metern absinken und dort, gebunden als Kohlenstoff-Reservoir, für über 1000 Jahre lagern können.
Ein Teil des Kohlenstoffs wird von anderen Organismen in den oberen Wasserschichten abgefangen und aufgenommen, so dass er hier verbleibt. Es wird angenommen, dass es sich hierbei um einen der größten biologischen Rückkopplungsprozesse der Erde handelt, da die Krebse eine gigantische Biomasse darstellen und entsprechend viel Kohlenstoffreste produzieren. Die Forschungen hierzu sind allerdings noch nicht sehr weit gediehen.

## Biologische Eigenschaften

### Biolumineszenz

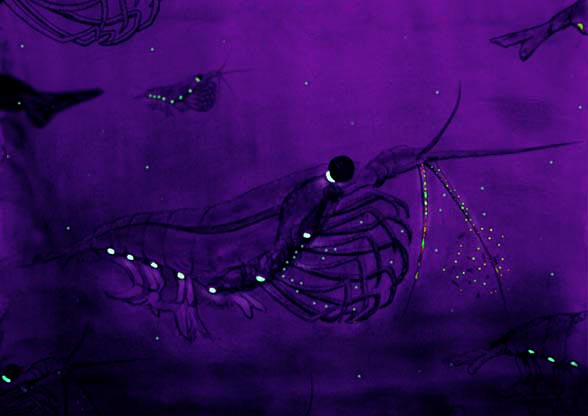
Wasserverfärbung durch biolumineszierende Krillkrebse

Krillkrebse werden häufig auch als Leuchtgarnelen bezeichnet, da sie in der Lage sind, Licht mit Hilfe spezieller Organe als Biolumineszenz zu produzieren. Diese Organe finden sich an verschiedenen Stellen des Körpers. So befindet sich ein Paar Lichtgruben an den Augenstielen, weitere Paare an den Hüftgliedern (Coxae) der zweiten und siebenten Thoracopoden sowie einzelne Organe an den vier Sterniten des Hinterleibs (Pleon). Die Leuchtorgane produzieren ein blaues Licht (ca. 490 nm), möglicherweise in Form von periodischen Lichtblitzen.
Der Aufbau der Leuchtorgane ist mit dem einer Taschenlampe vergleichbar. Sie besitzen einen konkaven Reflektor in der Leuchtgrube und eine Linse, die die Grube abschließt. Mit Hilfe von Muskulatur kann das gesamte Organ bewegt werden. Die Funktion des Lichtes ist bislang nicht vollständig geklärt. So gibt es eine Hypothese, nach der das Leuchten den Schatten der Tiere kompensieren soll, damit sie von Räubern nicht so leicht erkannt werden können. Eine andere Annahme ist, dass die Leuchtorgane eine wichtige Rolle bei der Partnerfindung und der nächtlichen Schwarmbildung spielen.
Die Leuchtorgane enthalten mehrere photoaktive Substanzen, wobei die Hauptsubstanz eine maximale Fluoreszenz bei einer Anregung von 355 Nanometern und eine Ausstrahlung von 510 Nanometern hat.

### Fluchtreaktion

Fluchtreaktion

Krillkrebse haben eine sehr spezifische Form der Fluchtreaktion, um Räubern zu entkommen. Sie schwimmen in diesem Fall sehr schnell rückwärts und verschaffen sich den notwendigen Antrieb durch schlagende Bewegungen mit dem Telson. Diese Form des Schwimmens wird häufig als „Lobstering“ bezeichnet, da auch andere Krebse sie anwenden. Auf diese Weise können Krillkrebse Geschwindigkeiten von 60 Zentimetern pro Sekunde erreichen. Die Reaktionszeit auf den optischen Reiz beträgt dabei 55 Millisekunden und stellt gerade für die kalten Gewässer eine sehr schnelle Reaktion dar.

## Geographische Verbreitung

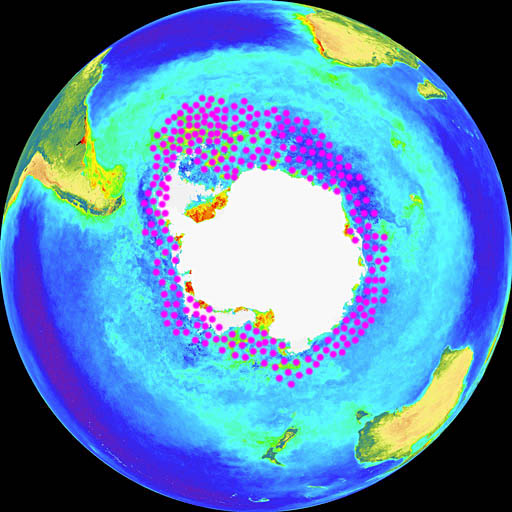
Krillverteilung auf einer NASA/SeaWIFS-Karte – die Hauptkonzentrationen finden sich in der Schottischen See und an der Antarktischen Halbinsel

Der Antarktische Krill bevölkert die Oberflächengewässer des Südlichen Ozeans. Dabei hat er eine cirkumpolare Verbreitung mit einer Hauptkonzentration auf den atlantischen Meeresbereich.
Die nördliche Begrenzung des Südlichen Ozeans verläuft entlang der Antarktischen Konvergenz, also des Bereiches, in dem sich das kalte Wasser der Antarktis mit dem wärmeren Wasser des Atlantischen, Pazifischen und Indischen Ozeans vermischt. Diese Grenze verläuft grob entlang des 55. Breitengrades südlicher Breite. Der Südliche Ozean erstreckt sich entsprechend von dieser Grenze bis zum antarktischen Kontinent über eine Wasserfläche von etwa 32 Millionen Quadratkilometern. Im Winter sind etwa drei Viertel dieser Wasserfläche mit Eis bedeckt, im Sommer sind dagegen etwa 24 Millionen Quadratkilometer eisfrei. Die Wassertemperatur reicht von −1,3 bis 3 Grad Celsius.
Der Südliche Ozean besteht aus einem komplexen Strömungssystem. Bei Westwind verdriften die Oberflächenströmungen um die Antarktis in Ostrichtung. Nahe der Landmasse läuft die Windströmung in umgekehrter Uhrzeigerrichtung. In der Grenzzone der beiden Ströme entwickeln sich große, als Totwasser bezeichnete Verwirbelungen, etwa in der Weddell-See. Die Krillschwärme treiben mit diesen Strömungen und bilden so eine einzige Population, die den gesamten Antarktischen Kontinent einschließt. Es besteht ein kontinuierlicher Genfluss im gesamten Gebiet. Über die genauen Wanderungswege ist nur wenig bekannt, da bisher einzelne Krillkrebse nicht für telemetrische Untersuchungen bei großen Entfernungen markiert werden können. Die Verfolgung der detaillierten Bewegungsmuster ist daher bisher nicht möglich.

### Position im Antarktischen Ökosystem
Der Antarktische Krill stellt die Art dar, der im antarktischen Ökosystem die zentrale Schlüsselstellung zukommt. Sie ist die Ernährungsgrundlage für alle Wale, Robben, Pinguine und andere Meeresvögel sowie für die meisten Fische der Antarktis. Die als Krabbenfresser bekannte Robbenart hat in Anpassung an die Ernährung durch den Krill sogar spezielle Zähne entwickelt, die es ihr aufgrund der Struktur ermöglichen, den Krill aus dem Wasser zu sieben. Sie sind die Robben mit der größten Spezialisierung auf eine Nahrungsquelle. Ihre Nahrung besteht zu 98 Prozent aus dem Antarktischen Krill, von dem sie pro Jahr etwa 63 Millionen Tonnen verzehren. Zusammengefasst werden bis zu 130 Millionen Tonnen Krill jährlich von Robben, 43 Millionen Tonnen von Walen, 15 bis 20 Millionen Tonnen von Vögeln, bis zu 100 Millionen Tonnen von Tintenfischen und bis zu 20 Millionen Tonnen von Fischen verzehrt.
Sowohl der Größenunterschied zwischen dem Krill und seiner Nahrung, den etwa 20 Mikrometer großen Algen, als auch zwischen dem Krill und seinen Jägern, zu denen mit dem Blauwal auch das größte rezent lebende Tier überhaupt gehört, ist sehr groß. Diese Verhältnisse sind weltweit einzigartig. Im Nordatlantik stellt Meganyctiphanes norvegica die dominierende Krillart dar, im Nordpazifik Euphausia pacifica.

### Biomasse und Produktion

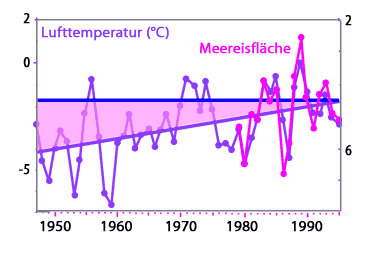
Temperatur und Packeisfläche (nach Daten von Loeb et al. 1997). Die Skala für das Eis (rechts) ist invertiert, um die Korrelation zu verdeutlichen. Die horizontale Linie ist der Gefrierpunkt. Die schräge Linie ist die gemittelte Temperatur, 1995 erreichte sie den Gefrierpunkt.

Die gesamte Biomasse des Antarktischen Krills wird auf 125 bis 725 Millionen Tonnen geschätzt. Dies zeichnet E. superba als erfolgreichste Tierart der Welt aus. Hierbei sollte angemerkt werden, dass einige Biologen darüber diskutieren, ob von allen mit dem bloßen Auge sichtbaren Tieren die Ameisen die größte Biomasse stellen. Unter dieser Gruppe werden allerdings über 10.000 Arten zusammengefasst. Ähnliches gilt für die Ruderfußkrebse (Copepoda), die ebenfalls hunderte von Arten umfassen. Zum Vergleich: Die Jahresfangmenge an allen Fischen und sonstigen Meerestieren beträgt aktuell etwa 100 Millionen Tonnen, Schätzungen über die jährliche Biomasseproduktion des Krills reichen dagegen von 13 Millionen bis zu einigen Milliarden Tonnen.
Der Grund für diese enormen Vermehrungsraten liegt darin, dass die Gewässer um den Eisschelf der Antarktis eines der größten Konzentrationsgebiete für Plankton darstellen, wenn nicht gar das größte. Dadurch, dass hier die Tiefenströmungen durch Upwelling nach oben kommen, wird das Gebiet mit einer so riesigen Menge an Nährstoffen versorgt, wie sie in keinem anderen Meeresgebiet vorliegt. Das Wasser ist entsprechend gesättigt mit Phytoplankton.
Im Normalfall liegt die Primärproduktion, also die Umwandlung von Sonnenlicht und Nährstoffen in verwertbare energiereiche Kohlenstoffverbindungen, bei einem bis zwei Gramm pro Quadratmeter und Jahr im Ozean. Im Bereich des antarktischen Eises steigt sie auf Werte von bis zu 30 Gramm pro Quadratmeter und Jahr an. Im Vergleich zu anderen hochproduktiven Meeresregionen wie etwa der Nordsee ist diese Zahl zwar nicht so extrem hoch, bezogen auf die riesige Fläche ist sie dagegen gigantisch, selbst bei Vergleichen mit den tropischen Regenwäldern, die ebenfalls eine große Menge an Biomasse und jährlicher Primärproduktion aufweisen. Hinzu kommen die langen sonnenreichen Tage im antarktischen Sommer.

### Fischerei

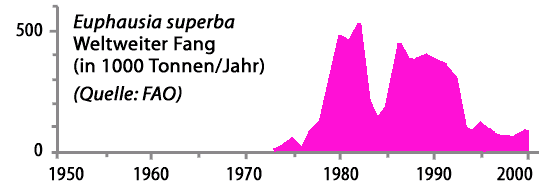
Jährlicher Fang von E. superba, nach Daten der FAO

Der Fischereianteil am Antarktischen Krill liegt bei über 230.000 Tonnen pro Jahr (Stand 2013, FAO). Die Hauptfangnationen sind dabei Japan und Polen. In Japan gelten Produkte aus Krill als Delikatesse, in anderen Regionen weltweit wird Krill vor allem als Tierfutter oder Fischköder eingesetzt. Die Krillfischerei ist vor allem aufgrund von zwei Punkten problematisch:
Zum ersten muss das Netz sehr engmaschig sein, wodurch es einen sehr hohen Widerstand im Wasser bekommt. Dadurch entsteht eine Welle, die die Krebse seitlich ablenkt. Hinzu kommt, dass gerade feine Netze sehr empfindlich sind. Die ersten entwickelten Krillnetze sind daher bei ihrem Einsatz zerrissen.
Das zweite Problem ist das Einholen des Netzes. Wenn das Netz voll ist und aus dem Wasser gezogen wird, erdrücken sich die Krebse aufgrund der Masse gegenseitig und der Hauptteil des Fleisches wird ausgequetscht. In Experimenten wurde der Krill durch Rohre an Bord gepumpt; außerdem sind spezielle Netze in der Entwicklung. Die Verarbeitung muss sehr schnell geschehen, da es innerhalb von wenigen Stunden zu einer Autolyse der Tiere kommt. Dafür werden meist die muskulösen Schwänze vom Vorderleib getrennt und vom Chitinpanzer befreit, danach werden sie eingefroren oder zu Pulver zermahlen. Die Produkte aus Krill enthalten hohe Konzentrationen an Proteinen und Vitaminen, die sie für den Verzehr und die Verfütterung wertvoll werden lassen.

## Klimaerwärmung und Übersäuerung der Ozeane
Es wird befürchtet, dass die Klimaerwärmung verheerende Auswirkungen auf die antarktischen Krillbestände haben könnte. Studien belegen, dass eine Verminderung des antarktischen Meereises zu geringeren Krillpopulationen führt, da besonders die Larven und Jungtiere im Winter auf die Eisalgen angewiesen sind. Ebenso besteht Besorgnis hinsichtlich der Auswirkungen der hohen Kohlendioxidkonzentration im antarktischen Ozean und der damit verbundenen Übersäuerung der Ozeane. Da der Chitinpanzer des Krills großteils aus Kalziumkomponenten besteht, ist er sehr anfällig auf Säure. Experimente haben gezeigt, dass Jungtiere bei sehr hohen CO2-Konzentrationen nicht mehr fähig sind zu schlüpfen. Auch schon bei einer gemäßigten Erhöhung von Kohlendioxid zeigen sie Probleme bei der Entwicklung. Da Krill im antarktischen Ökosystem eine derart zentrale Rolle spielt, könnte auch schon ein gemäßigter Schwund der Population sehr weitreichende Auswirkungen auf das globale Ökosystem haben.

## Zukunftsvisionen und „Ocean Engineering“
Trotz der sehr geringen Kenntnisse über das gesamte antarktische Ökosystem wurden mehrere Langzeitstudien mit dem Krill gestartet, um die Kohlenstofffixierung zu erhöhen. In großen Regionen des Südlichen Ozeans gibt es enorme Mengen an Nährstoffen. Trotzdem gibt es hier kein großes Wachstum des Phytoplanktons. Diese Gebiete werden als HNLC (high nutrient, low chlorophyll) bezeichnet, das Phänomen selbst als das Antarktische Paradoxon. Der Grund sind vor allem fehlende Eisenionen. Relativ kleine Eisengaben von Forschungsschiffen konnten in diesen Gebieten zu Algenblüten führen. Eine der Zukunftsvisionen liegt darin, dass eine ausreichende Versorgung dieser Gebiete mit Eisen dazu führen könnte, dass mehr Kohlendioxid aus der Verbrennung fossiler Brennstoffe gebunden wird. Hinsichtlich des Absinkens dieses gebundenen Kohlenstoffs auf den Meeresboden spielen die Krillkrebse durch die Bildung der spit balls und fecal strings wiederum eine Schlüsselposition. Da in einigen Experimenten zwar die erhoffte Algenblüte eintrat, der größte Teil der Biomasse jedoch nicht in tiefere Wasserschichten absank, sondern von anderen Meerestieren gefressen wurde, ist das Interesse an derartigen Versuchen erlahmt. Allerdings erscheint angesichts der Überfischung der Meere auch dann eine Erhöhung der Primärproduktion wünschenswert, wenn diese "nur" zu mehr mariner Biomasse und nicht zu CO2-Sequestrierung führt.

## Krill-Öl
Aus dem Antarktischen Krill wird Krill-Öl gewonnen und findet bei Studien in der Alternativmedizin Nutzung.